# Orion Scohy
Orion Scohy, né en 1974, est un écrivain français. Il vit dans le Gard.  Il a reçu le Prix Jeune Mousquetaire du premier roman, en 2006, pour Volume.

## Œuvres
- Volume, P.O.L, 2005[2].
- Norma Ramón, P.O.L, 2008[3].
- En Tarzizanie, P.O.L, 2012[4],[5],[6],[7],[8].

## Prix
- Prix Jeune Mousquetaire du premier roman 2006 pour Volume (P.O.L, 2005)[9].